# 대구콘서트하우스
대구콘서트하우스(Daegu Concert House)는 대구광역시 중구 태평로 141(태평로2가)에 위치한 종합 공연장이다. 1975년 10월 5일에 개관했으며, 2000년부터 대구광역시 시설관리공단이 수탁 운영하고 있다. 이후 캠코는 노후화로 보수·보강이 필요한 대구시민회관을 공유재산 위탁개발 사업방식으로 리노베이션했으며 2013년 11월 29일에 국제적 수준의 고품격 전문 콘서트홀로 재개관을 하였다. 2016년 1월 1일에 대구콘서트하우스로 명칭이 변경되었다.
건립 당시에는 대구·경북권 유일의 대규모 공연장이었고, 대구문화예술회관 개관 이전까지는 시립 예술단의 상주 공연장 역할도 했다. 1618석의 좌석과 오케스트라 피트, 회전무대 등을 갖춘 다목적 공연장인 대공연장과 소규모 회의나 공연에 쓰이는 342석의 소강당, 대중소 규모로 세 개의 전시실을 갖춘 전시관으로 크게 나뉜다. 리노베이션 이후 클래식 전용 콘서트 홀에 맞게 변형되어 1284석(휠체어석 14석포함)의 그랜드콘서트홀, 248석(휠체어석 4석포함)의 챔버홀을 비롯해 운영사무실, 연습실과 함께 이용객을 위한 각종 편의시설을 갖추게 됐다.
상주예술 단체로는 대구시립예술단인 대구시립합창단, 대구시립교향악단이 있다.